# Grotte de Louoï
La grotte de Louoï est une grotte et à gisement archéologique, classée, située dans la commune française de Vallon-Pont-d'Arc, en Ardèche, en région Auvergne-Rhône-Alpes.

## Description
Nous ne disposons que de peu d'informations à propos de cette cavité. Il est à noter qu'elle demeure étonnante à bien des égards. En effet, cette cavité connaît un développement perpendiculaire à l'axe de la falaise, mais surtout perpendiculaire aux cavités voisines du Déroc et des Deux-Avens dont on disait qu'elles faisaient probablement du même et très ancien réseau des eaux de la rivière Ibie avant que cette dernière ne s'enfonce plus profondément dans la vallée. Cette anachronisme de la position de la grotte de Louoï par rapport à ses voisines remet donc partiellement en cause cette théorie.
Par ailleurs, à la différence du Déroc, la grotte de Louoï connaît un développement en pente, certes légère mais continue. Cette galerie donnait-elle accès à un réseau plus profond dans la colline ?
Aucun élément ne permet aujourd'hui de le dire.
Enfin, si cette cavité se développe sur 320 m, elle ne nécessite aucun matériel particulier et se prête particulièrement bien, tout comme le Déroc voisin, à l'initiation à la spéléologie. Quant au porche d'entrée, il est remarquable et particulièrement marqué.

## Localisation
La grotte est située sur la commune de Vallon-Pont-d'Arc, dans le département français de l'Ardèche, en région Rhône-Alpes.

## Historique
L'édifice est inscrit au titre des monuments historiques en 1995.